# Alexandre Luigini
Alexandre Clément Léon Joseph Luigini (Lione, 9 marzo 1850 – Parigi, 29 luglio 1906) è stato un compositore e direttore d'orchestra francese.

## Biografia
I suoi nonni giunsero a Lione da Modena nel 1832, quando il nonno Ferdinando venne chiamato ad occupare il posto di trombettista nell'orchestra del Grand Théâtre. Alexandre Luigini fu allevato con la musica, poiché anche il padre, Giuseppe Luigini (nato a Modena nel 1820), fu trombettista nonché clarinettista e direttore della stessa orchestra.
Dopo aver studiato al conservatorio di Parigi (dove fu allievo, fra gli altri, di Jules Massenet), Alexandre fece ritorno a Lione, dove divenne primo violino dell'orchestra del Grand Théâtre, di cui in seguito, dal 1877, assunse la direzione. Nel 1897 partì da Lione per assumere la direzione dell'Opéra-Comique di Parigi, dove fu impegnato sino alla sua morte, avvenuta improvvisamente nel 1906. Fu qui che, il 24 maggio 1899, diresse la prima mondiale dell'opera Cendrillon, del suo ex maestro Massenet.
Le sue composizioni riflettono la sua formazione orchestrale: si tratta infatti per lo più di musiche per balletto e di produzioni teatrali (fra queste rientrano due opéra-comique, intitolate Les caprices de Margot e La reine des fleurs e l'operetta Faublas). Ha composto anche numerose canzoni, marce, la cantata Gloria victis e musiche per quartetto d'archi e altri organici di musica da camera.
Il lavoro più conosciuto di Alexandre Luigini è il Ballet égyptien, op. 12 (1875): la suite che ne è stata tratta apriva il secondo atto dell'Aida di Verdi per la rappresentazione di quest'opera a Lione nel 1886, e ha ottenuto grande popolarità all'inizio del XX secolo. Il Ballet égyptien fu anche uno dei balletti più a lungo eseguiti da Anna Pavlova.
Fra le altre composizioni di Luigini di ispirazione esotica si possono ancora ricordare il Ballet russe, op. 23 e il Carnival turc, op. 51.